# Institut international de recherche sur l’élevage
L’institut international de recherche sur l’élevage (ILRI), basé à Nairobi, consacre ses travaux à l’interaction entre élevage et réduction de la pauvreté ; dans ce cadre, il dit faire appel à des connaissances scientifiques de haut niveau et au renforcement des capacités pour lutter contre la pauvreté et favoriser le développement durable. L’Institut exerce ses activités en Afrique, en Asie, en Amérique latine et dans les Caraïbes. Il dispose de bureaux en Afrique de l’Est et de l’Ouest, en Asie du Sud et en Asie du Sud-Est, en Chine et en Amérique centrale.[citation nécessaire]

## Lien interne

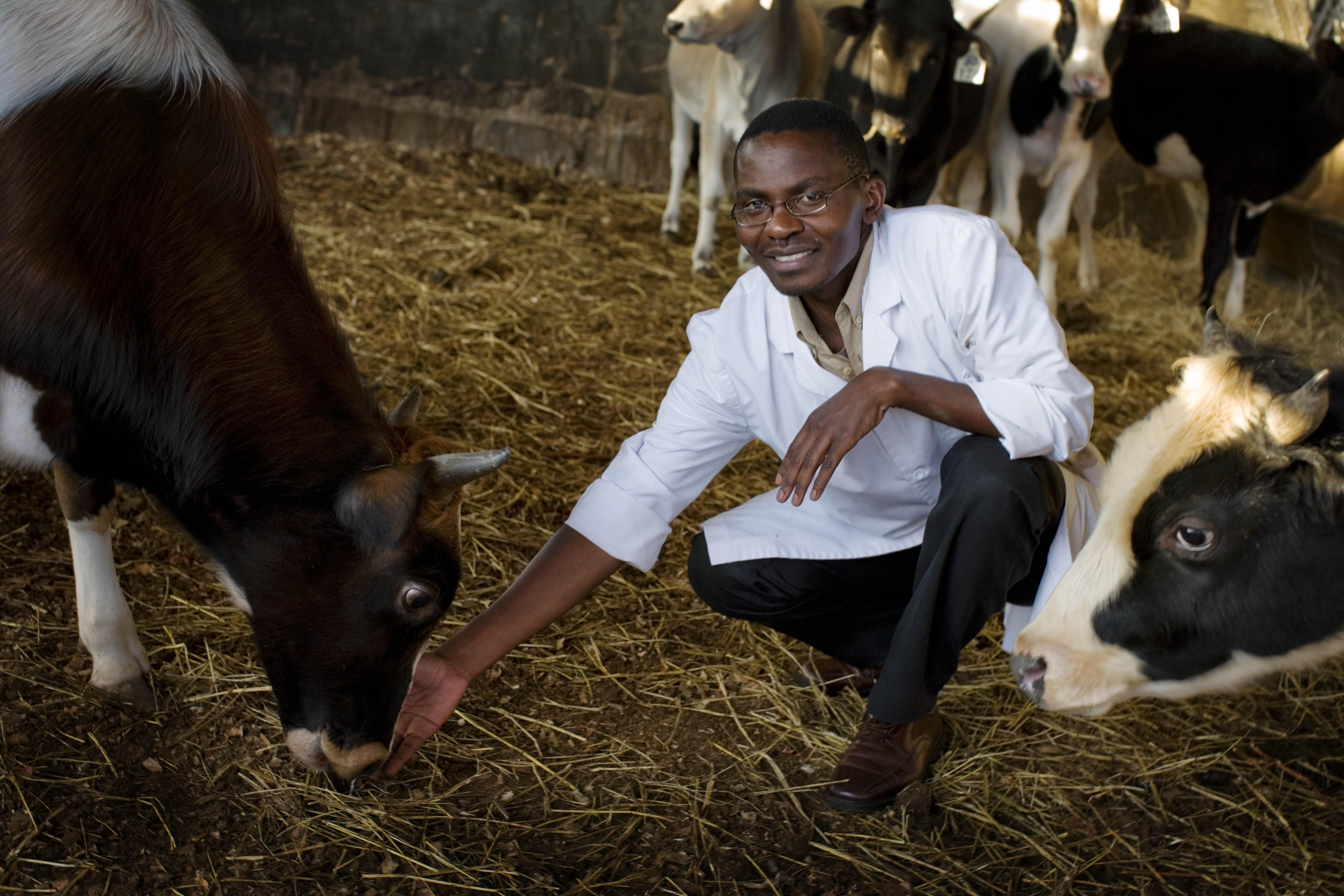
Morris Agaba, biologiste moléculaire à l'International Livestock Research Institute de Nairobi, au Kenya.